# Aníbal Godoy
Aníbal Casis Godoy Lemus (Ciutat de Panamà, 10 de febrer de 1990) és un jugador de futbol panameny, que actualment juga com a centrecampista pels San Jose Earthquakes de la Major League Soccer. El maig de 2018 va ser seleccionat per participar amb la seva selecció a la Copa del Món de 2018 a Rússia.